# Refuel
Refuel is een studioalbum van Rocket Scientists. De muziekgroep, die in 2013 als reünie weer bij elkaar kwam, had inspiratie voor de ep Supernatural highways en een geheel nieuw album. Refuel staat voor het opnieuw opgeladen zijn na enkele jaren pauze. Opnamen vonden grotendeels plaats in de Think Tank geluidsstudio van Norlander te El Dorado Hills. 

## Musici
- Mark McCrite – gitaar, zang, achtergrondzang, elektrische piano en mellotron
- Erik Norlander – toetsinstrumenten, achtergrondzang en percussie
- Don Schiff – chapman stick en NS/Sticks, basgitaar, altviool, cello, contrabas, mandoline, hammondorgel

Met
- Gregg Bissonette – slagwerk
- Lana Lane – zang (12), achtergrondzang
- Kelly Keeling – zang (9)
- Emily McCrite – achtergrondzang
- Jon Papenbrook – trompet (2, 9 en 11)
- Eric Jorgensen – trombone (9 en 11)
- Richard Hofmann – piccolotrompet (9), trompet (9, 11)

## Muziek
| Nr. | Titel                                | Duur |
| --- | ------------------------------------ | ---- |
| 1.  | Refuel (McCrite)                     | 2:13 |
| 2.  | She’s getting hysterical (Norlander) | 6:05 |
| 3.  | Martial (Norlander)                  | 3:41 |
| 4.  | It’s over (McCrite)                  | 6:23 |
| 5.  | Regenerate (Schiff)                  | 4:35 |
| 6.  | The fading light (Norlander)         | 2:29 |
| 7.  | The worlds waits for you (McCrite)   | 4:20 |
| 8.  | Reconstruct (Schiff)                 | 1:30 |
| 9.  | Cheshire cat smile (Norlander)       | 5:25 |
| 10. | Rome’s about to fall (McCrite)       | 8:15 |
| 11. | Galileo (Norlander)                  | 5:05 |
| 12. | The lost years (Norlander)           | 6:00 |